# Museo de Arqueología y Etnografía
El Museo de Arqueología e Etnografía es uno de los museos en Bakú, Azerbaiyán. Fue establecido en el año de 1976. Lleva el nombre del arquitecto de Azerbaiyán - Mikayil Huseynov. El museo consiste en dos partes. La sección de etnografía expone los materiales que están relacionados con la vida de los azerbaiyanos del siglo XIX y principios del siglo XX.
La sección de arqueología presenta los hallazgos que abarcan todas las etapas del desarrollo histórico de Azerbaiyán y de su cultura de la Edad de Piedra a finales de la Edad Media.
Las exposiciones del museo presenta información detallada sobre los sitios de la gente primitivas, las casas en el territorio de Azerbaiyán, cultura histórica y material de estados antiguos, monumentos de lápida, artes, economía, estilo de vida, valores morales de antepasados del pueblo azerbaiyano.
En el año de 2008 el museo restauró y el número de sus exposiciones aumentó a 2000.